# La guerra sul fronte Est
Pour plus de détails, voir Fiche technique et Distribution.
La guerra sul fronte Est est un film de guerre dramatique italien sorti en 1970, réalisé par Tanio Boccia.

## Synopsis
Deux soldats, en voyage pour une permission, échappent miraculeusement à une attaque ennemie (sur le front grec), et se rattachent à un groupe de bersaglieri en désarroi. Décimés par une autre attaque, les survivants se réfugient dans une mine. Pour soigner un malade, l'un d'entre eux se porte volontaire pour se procurer des médicaments au bourg voisin. Une jeune fille grecque qui l'aide est tuée par les soldats grecs. Le soldat retourne auprès de son groupe, et tous se rapprochent des lignes italiennes, mais ils tomberont dans une embuscade.

## Fiche technique
- Titre : La guerra sul fronte Est
- Réalisation : Tanio Boccia (sous le pseudo d'Amerigo Anton)
- Scénario : Alberto De Rossi, Mario Moroni, Gisella Tempera
- Musique : Sandro Alessandroni
- Production : Alfonso Di Giuseppe pour Organizzazioni Produzioni Internazionali Cinematografiche
- Pays de production :  Italie
- Genres : Film de guerre, Film dramatique
- Durée : 86 min
- Année de sortie : 1970
- Langue originale : italien
- Photographie : Oberdan Troiani
- Montage : Fedora Zincone
- Décors : Sibilla Geiger
- Costumes : Sibilla Geiger
- Maquillage : Lucia La Porta

## Distribution
- Roberto Maldera : Mario Casavecchia
- Katherine Kendall : Marika
- Renato De Carmine : le chapelain
- Marco Guglielmi : le capitaine
- Gianni Dei : Giovannini
- Marco Gobbi
- Emilio Rulli
- Lino Torazzi
- Ken Whittam
- Franco Marletta : le sergent
- Mirella Pamphili (créditée comme Mirella Pompili)